# Betty Makoni
Hazviperi Betty Makoni (22 de junio de 1971) es una activista por los derechos de la mujer de Zimbabue que en 1999 fundó la organización benéfica Girl Child Network, encargada de apoyar a las jóvenes víctimas de abusos sexuales en el país africano. La organización ha rescatado a más de 35.000 niñas y ha proporcionado orientación a por lo menos 60.000 de ellas en todo Zimbabue. Makoni obtuvo dos títulos de la Universidad de Zimbabue y ha sido galardonada con numerosos premios nacionales e internacionales. Huérfana de padre y madre y víctima de abusos sexuales, es la protagonista del documental Tapestries of Hope.

## Biografía
Makoni creció en St Mary's, en el suburbio de Chitungwiza. Cuando tenía seis años fue violada por un comerciante de su barrio, quien creía que la violación de vírgenes traía suerte. Su madre murió en un incidente de violencia doméstica cuando Makoni tenía nueve años. Se vio obligada a criarse junto a cinco hermanos trabajando en una escuela de la misión.
Se convirtió en maestra después de recibir su diploma universitario. En el año 2000 comenzó a trabajar como voluntaria permanente en la organización Girl Child Network. Muchas organizaciones regionales de varios países han replicado el modelo implementado por esta iniciativa. En 2012 fue publicada su autobiografía Nunca más.

## Premios y reconocimientos
En 2003 la Fundación Cumbre Mundial de la Mujer otorgó a Makoni el Premio a la Creatividad de la Mujer en la Vida Rural. En 2007 ganó el Premio Mundial por los Derechos del Niño. En 2008, Amnistía Internacional le otorgó el Premio Ginetta Sagan por su trabajo con la GCN. En 2019 la Universidad de Essex le otorgó un doctorado honoris causa.